# Marigny-les-Usages
 Marigny-les-Usages  es una población y comuna francesa, situada en la región de Centro, departamento de Loiret, en el distrito de Orléans y cantón de Chécy.

## Demografía
| 307 | 480 | 679 | 913 | 998 | 1172 |
| Para los censos de 1962 a 1999 la población legal corresponde a la población sin duplicidades (Fuente: INSEE [Consultar]) |     |     |     |     |      |